# Coenraad Liebrecht Temminck Groll
Coenraad Liebrecht (Coen) Temminck Groll (Amsterdam, 1 maart 1925 - Driebergen, 14 februari 2015) was een Nederlands architect, architectuurhistoricus, hoogleraar, restaurator en publicist.
Temminck Groll was de zoon van scheikundige en lector aan de Universiteit van Amsterdam dr. Johannes Temminck Groll (1887-1949) en Juliana Jeannette Burger (1896-1964). Hij promoveerde in 1963 met een proefschrift over middeleeuwse stenen huizen in de stad Utrecht. Van 1973 tot 1986 was hij hoogleraar Architectuur en Restauratie op de Technische Hogeschool Delft. Hij schreef veel over bouwkundig cultureel erfgoed in Nederland en in de (voormalige) overzeese gebieden in Azië, Amerika en Afrika en maakte ook talrijke foto's van erfgoed op deze plekken. Diverse restauraties werden met zijn hulp uitgevoerd zoals die van een aantal kerken in de Utrechtse binnenstad. Binnen de Nederlandse monumentenzorg vervulde Temminck Groll een belangrijke rol. Zijn activiteiten werden diverse malen bekroond.
Temminck Groll trouwde in 1953 met Wilhelmina Frederica Paulina (Willeke) Temminck Groll-Appels (1927-2020) met wie hij verscheidene dochters en een vroeg overleden zoontje kreeg. Hij werd begraven in het familiegraf op begraafplaats De Nieuwe Ooster in Amsterdam.